# Ocellularia octolocularis
Ocellularia octolocularis är en lavart som först beskrevs av C. Knight, och fick sitt nu gällande namn av Shirley 1899. Ocellularia octolocularis ingår i släktet Ocellularia och familjen Thelotremataceae.   Inga underarter finns listade i Catalogue of Life.